# Stenus guttula
Stenus guttula – gatunek chrząszcza z rodziny kusakowatych i podrodziny myśliczków (Steninae).
Gatunek ten został opisany w 1821 roku przez Philippa W.J. Müllera.
Chrząszcz o prawie całkiem matowym ciele długości od 4 do 4,5 mm. Przedplecze ma krótsze od pokryw i pozbawione bruzdy środkowej. Na każdej z pokryw występuje czerwona plama. Początkowe tergity odwłoka pozbawione są listewek pośrodku części nasadowych. Co najmniej cztery pierwsze tergity mają boczne brzegi odgraniczone szerokimi bruzdami. Odnóża nie są w całości czarne. Smukłe tylne stopy prawie dorównują długością goleniom.
Owad palearktyczny, rozprzestrzeniony w Makaronezji, Afryce Północnej (Tunezja i Algieria) oraz południowej i środkowej Europie. Na północ sięga Szwecji i Anglii. W Polsce notowany na nielicznych stanowiskach. Zasiedla szlamiste i gliniaste pobrzeża wód płynących. Spotykany jest w napływkach, wśród mchów i pod gnijącymi szczątkami roślinnymi.